# Bricriu
Bricriu, dans la mythologie celtique irlandaise, est un guerrier et un poète mythique du Cycle d'Ulster qui apparaît principalement dans le récit Fled Bricrend (Le Festin de Bricriu). Le sens de son nom est « bariolé », mais il est surtout renommé pour semer la zizanie et susciter les disputes.

## Mythologie
Noble ulate, Bricriu décide de donner un somptueux festin, dans sa résidence de Dún Rudraige (actuellement Dundrum) en l’honneur du roi d’Ulster, Conchobar Mac Nessa et des guerriers Ulates. Nombre d’invités éludant l’invitation, il doit les menacer d’une brouille générale, les amis entre eux et les parents contre leurs enfants, pour qu’ils acceptent de venir à sa table. Les trois champions du royaume Cúchulainn, Conall Cernach et Lóegaire Búadach se disputent la « part du héros », chacun prétendant être le plus illustre et y avoir droit, selon une promesse de Bricriu. Il revient au druide Sencha de mettre fin à la querelle en décrétant que le cuissot devait être partagé et que la question de savoir qui est le plus illustre guerrier serait arbitrée par Ailill, le roi du Connaught. Tous les défis sont remportés par Cúchulainn, ses rivaux contestent sa suprématie, mais ils doivent finalement s’incliner.
Quand Fergus Mac Roeg est dépossédé de son royaume et qu’il s’exile en Connaught chez la reine Medb et le roi Ailill, Bricriu décide de l’accompagner. Sa mort est tragique : lors de la Táin Bó Cúailnge (« Razzia des vaches de Cooley »), il est piétiné au cours du combat entre les deux taureaux.

## Interprétations
Bricriu a été rapproché du dieu nordique Loki, ainsi que du héros de la mythologie ossète, Syrdon, tout comme lui, personnages ambivalents et parfois dangereux.
Pour Philippe Jouët, Bricriu est un ancien « Feu de la parole ». Tout comme le dieu du feu indien Agni, dont l'une des désignations est la « qualification des seigneurs », il a pour fonction sociale la distribution de la louange et du blâme et de la provocation à des joutes verbales entre héros. Cette qualification est, en effet, dès le départ, ambiguë, aussi bien louange que calomnie. La parole, pareille au feu, est caractérisée par sa duplicité fondamentale, le feu passant constamment du monde des ténèbres à la lumière, la parole peut être bienfaisante ou dangereuse.